# Butt-head
Butt-head – postać fikcyjna, jeden z dwóch tytułowych bohaterów amerykańskiego komediowego serialu animowanego Beavis i Butt-head. Głosu użyczył mu twórca serialu – Mike Judge, który zaczerpnął pseudonim Butt-head z czasów uniwersyteckich, kiedy znał kilkoro przyjaciół, którzy posługiwali się pseudonimami Iron Butt i Butt-head.
Butt-head ma poważny zgryz, nosi aparat ortodontyczny, ma brązowe włosy i zmrużone oczy. Jego górne dziąsła są często odsłonięte, natomiast mówi nosowo głębokim głosem i lekkim lispem, wielokrotnie przerywając swoją mowę swoim charakterystycznym chichotem „Uh huh huh huh” i przeważnie jąka się przed mówieniem „Uhhh” lub „Ehhhh”. Często nosi koszulkę australijskiego zespołu AC/DC, lecz w merchandisingu, na jego koszulce widnieje napis „Skull”, żeby uniknąć problemów licencyjnych.